# Land Rover 101 Forward Control

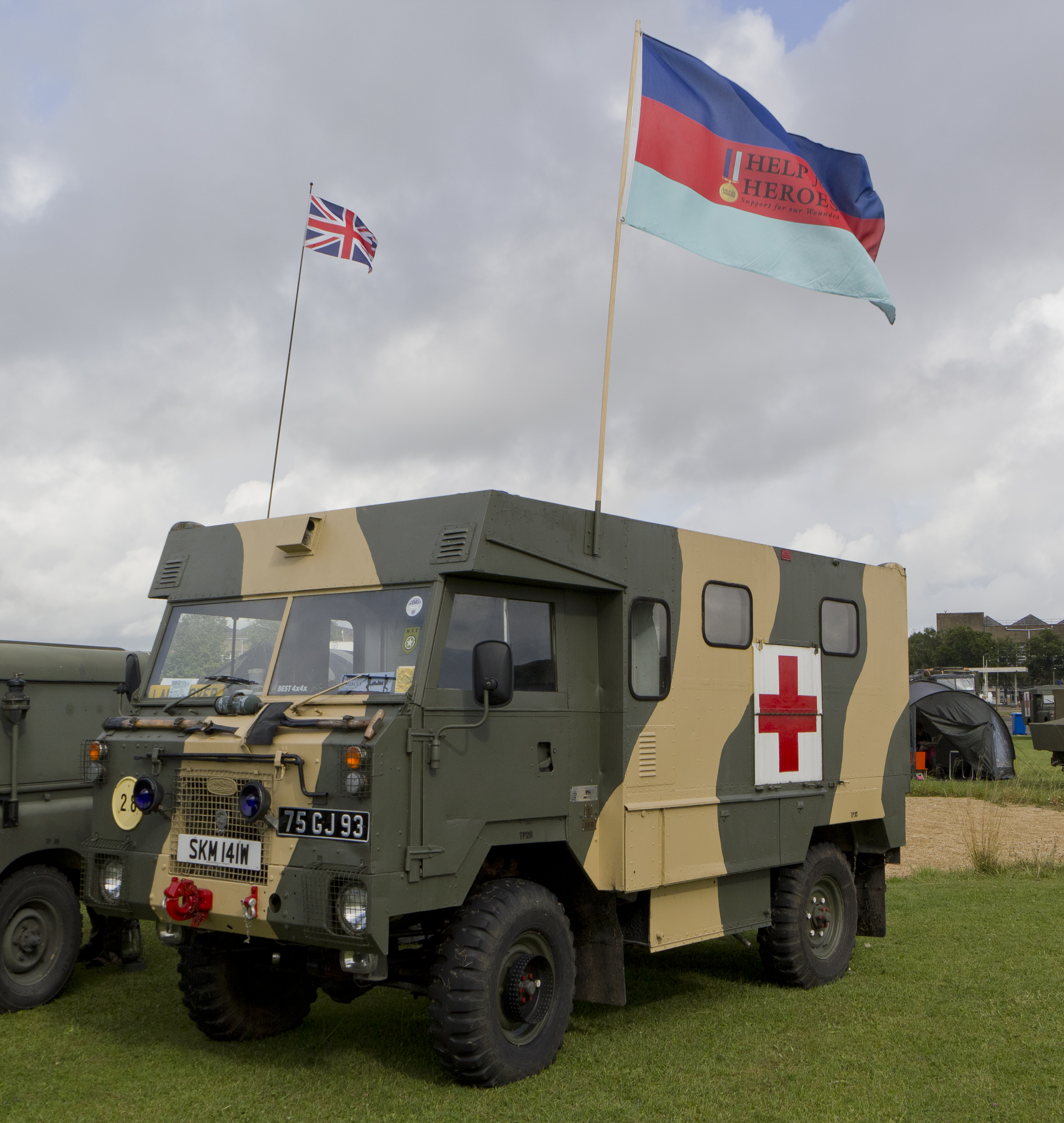
Land Rover 101 ziekenwagen

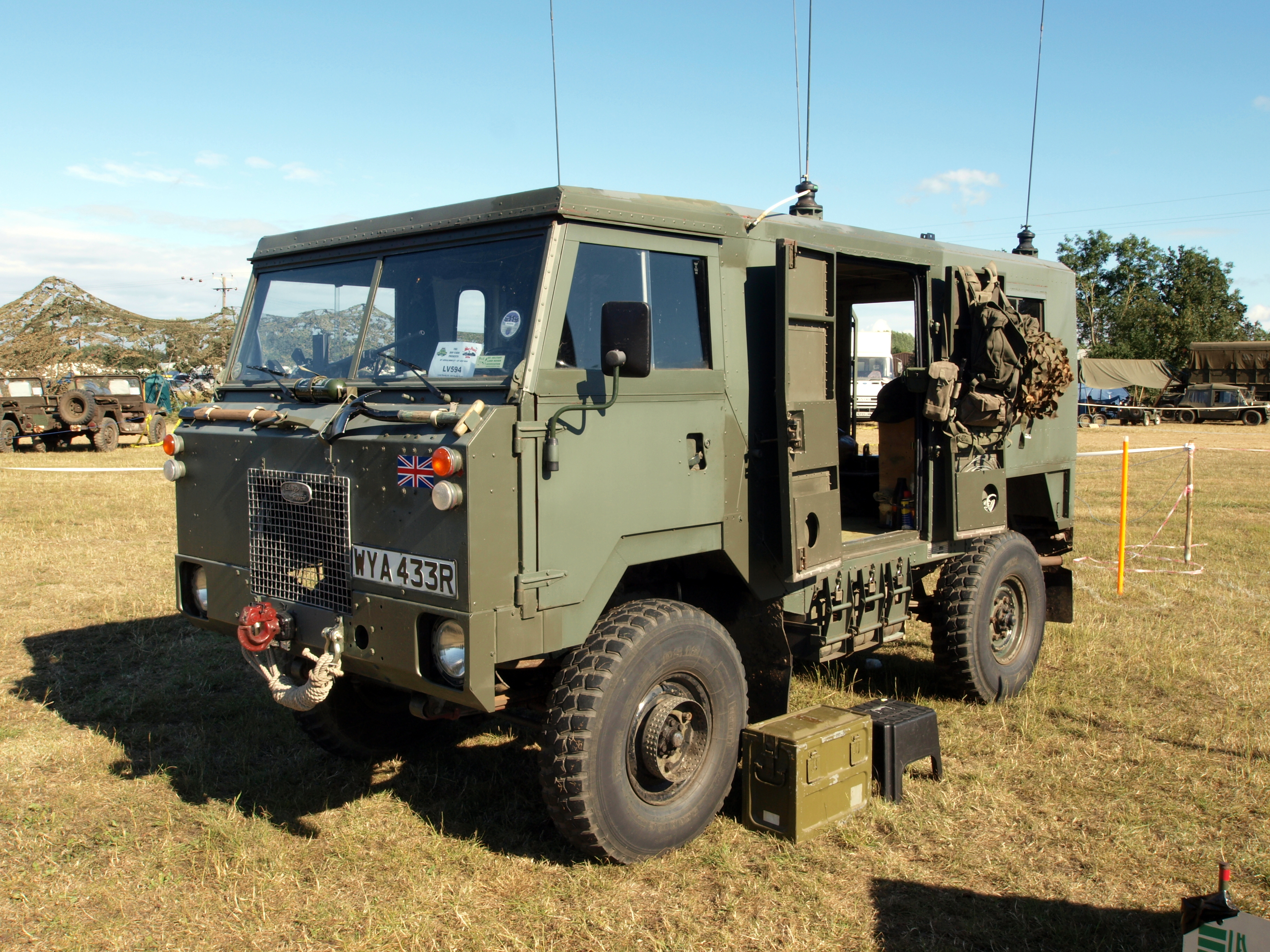
101FC radiowagen

De Land Rover 101 Forward Control was een vierwielaangedreven terreinvoertuig special ontwikkeld voor het Britse leger. Tussen 1972 en 1978 werd het voertuig geproduceerd door Land Rover. Het had een laadvermogen van 1 ton en werd voornamelijk gebruikt als trekker voor licht geschut. In de jaren negentig werden de voertuigen afgestoten en veel zijn nu in handen van particulieren.

## Ontwikkeling
De Land Rover 101 Forward Control is ontwikkeld voor het Engelse leger. Het leger had behoefte aan een terreinvaardig voertuig dat een groter laadvermogen had dan een standaard Land Rover. Verder moest het voertuig een aangedreven aanhanger of een licht kanon kunnen trekken. Het voertuig moest voldoende ruimte hebben voor de bemanning van het stuk, acht personen, of voor munitie en ander noodzakelijk materieel. Het laadvermogen was 1 ton. Het voertuig was geschikt voor vervoer door de lucht, het bovenste deel van het laadgedeelte en de bestuurderscabine kon los worden gekoppeld waarmee het voertuig minder hoog werd.
Het ontwerp van de 101FC begon in 1967 bij de Rover Company met een team onder leiding van Norman Busby. In nauwe samenwerking met het Military Vehicles and Engineering Establishment (MVEE) werd het voertuig ontwikkeld. Het voertuig kwam in productie in 1972 maar de meeste zijn tussen 1974 en 1978 gemaakt. De totale productie was ongeveer 2.500 exemplaren. Alle voertuigen werden geproduceerd in de Land Rover fabriek in Solihull.

## Beschrijving
De naam is afkomstig van de 101 inch lange wielbasis (2,565 meter) en de positie van de chauffeur naast de motor en geheel voor in het voertuig. De grote wielen met het formaat 9.00 × 16 inch gaven het voertuig een hoge bodemvrijheid van ruim 25 centimeter. Het laadgedeelte was 2,49 meter lang en 1,73 meter breed. De 101FC werd geproduceerd met het stuur links of rechts en het elektrisch system was 12 of 24 volt.
De motor was een militaire variant van de lichtgewicht Land Rover V8 motor met een cilinderinhoud van 3,5 liter. De compressieverhouding werd enigszins gereduceerd zodat ook benzine met een lager octaangetal gebruikt kon worden. De brandstoftank had een inhoud van 109 liter. De versnellingsbak telde vier versnellingen voor- en een achteruit. De aanwezigheid van een reductiebak maakte het rijden in een lagere gearing mogelijk (4F1Rx2).
Initieel hadden alle voertuigen een canvas dak, maar later kregen veel voertuigen een metalen dak toen ze werden omgebouwd tot radio- of ziekenwagen. De ziekenwagens werden in 1976 besteld bij Marshall of Cambridge. Ze hadden een capaciteit van vier liggende of zes zittende gewonden.
Een deel van de 101FCs kregen een ingebouwde lier. Deze was bevestigd in het midden van het voertuig en kon zowel aan de voor- of achterzijde worden gebruikt. De eerste exemplaren hadden de mogelijkheid een extra as op de power take-off aan te sluiten. Met deze as kon een speciaal daarvoor aangepaste aanhangwagen worden aangedreven waarmee de combinatie in feite een 6x6 versie werd. Deze aanpassing voldeed in de praktijk niet en werd niet in de productie meegenomen.

## Inzet
De Land Rover 101 werd gebruikt om een 105mm-kanon te verslepen of een 81mm-houwitser. Het Australische leger heeft ook vijftig 101FCs aangekocht om een aanhanger met het Rapier mobiel grond-lucht raketafweersysteem te trekken. Het Britse leger heeft ze ook voor dit doel gebruikt. Tevens zijn de voertuigen ook gebruikt voor het transport van het MILAN antitankwapen. Een voertuig nam de zes bemanningsleden, twee lanceerinstallaties en 14 raketten mee.
Aan het eind van de jaren negentig werden de voertuigen door het leger afgestoten. De voertuigen werden vervangen door Land Rover Defenders en de Pinzgauer terreinvoertuigen. Veel 101FCs zijn in particulier bezit gekomen.